# Radzieccy dysydenci

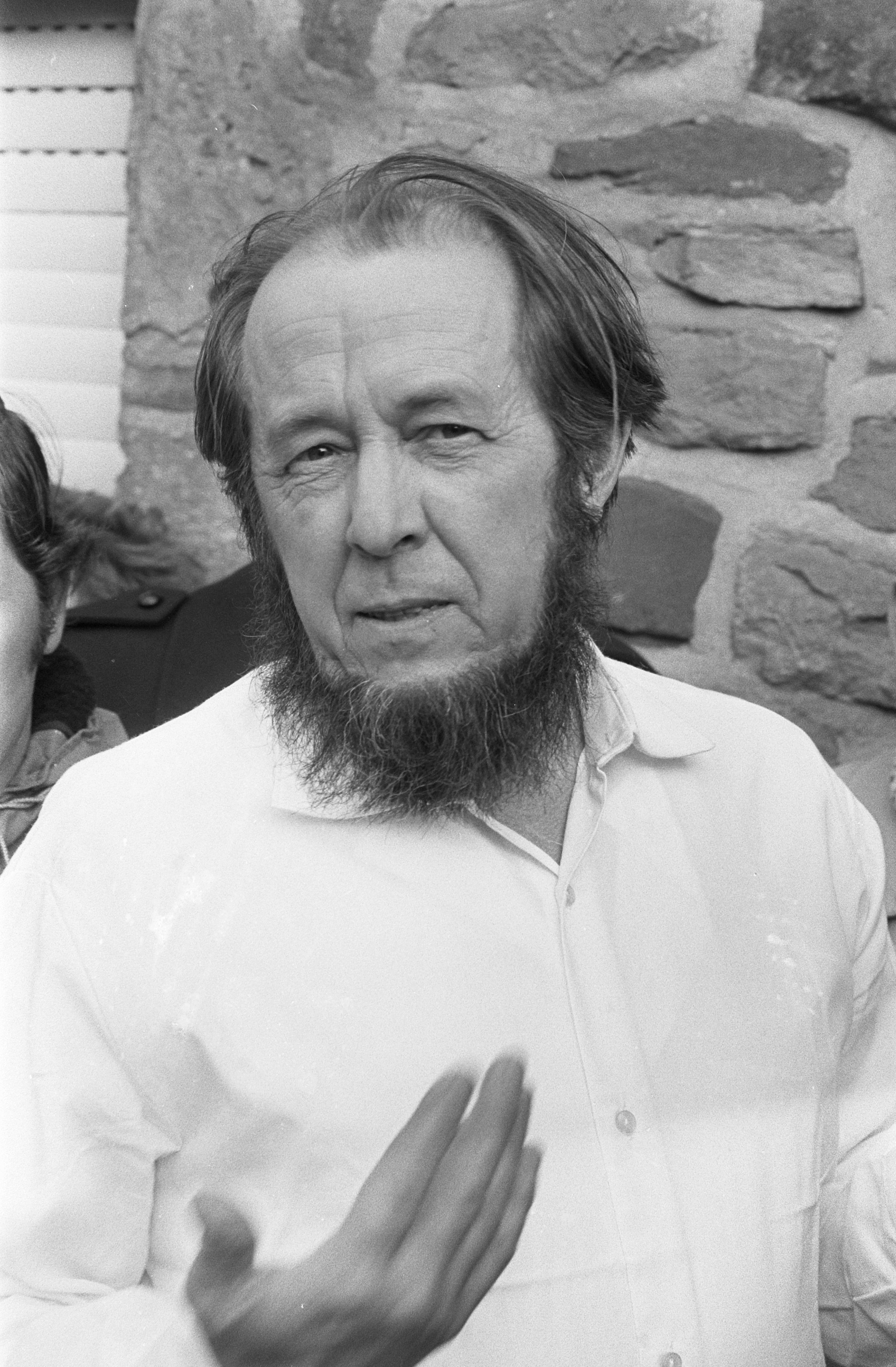
Radziecki dysydent (Aleksandr Sołżenicyn)

Radzieccy dysydenci – określenie opozycjonistów w Związku Radzieckim
Nie zgadzali się oni z polityką Partii Komunistycznej ZSRR i jawnie ją krytykowali, m.in. w związku z łamaniem praw człowieka. Ruch zyskał na znaczeniu od lat 50. XX w., gdy prace niektórych dysydentów zostały opublikowane na Zachodzie.
Do najbardziej znanych dysydentów należeli m.in. Aleksandr Sołżenicyn, Andriej Sacharow, Władimir Bukowski, Wiktor Krasin.
Utwory dysydentów bywały publikowane nielegalnie jako tzw. samizdaty.